# Koch
För andra betydelser, se Koch (olika betydelser).
Koch, även skrivet Kock, är ett efternamn som förekommer i flera länder med något varierande uttal och stavning. Det finns också med prefix som von Koch och de Kock. Den 31 december 2012 var det följande antal personer i Sverige med stavningsvarianterna
- Koch 726
- Kock 505
- von Koch 67
- Kokk 65
- Kok 63
- de Kock 17
- Coch 5
- Coc 2
- Cock 1

Totalt blir detta 1 451 personer.

## Personer med efternamnet Koch eller varianter av detta namn

### A
- Abraham Kock, adlad Cronström (1640–1696), svensk assessor, övermyntmästare
- Ada Kok (född 1947), nederländsk simmare
- Adolf Koch (1896–1970), tysk pedagog, gymnastiklärare, hygieniker och författare
- Alexander Koch (född 1969), tysk fäktare
- Annie Koch (1876–1972), svensk dövpedagog
- Anton Fredrik Kock (1758–1841), svensk orgelbyggare
- Arthur Koch (född 1836), svensk godsägare och riksdagsman
- Augustin Kock (1886–1956), svensk konsertsångare
- Axel Kock (1851–1935), svensk språkforskare, universitetsrektor

### B
- Beate Koch (född 1967), tysk spjutkastare
- Bent A. Koch (1928–2010), dansk motståndsman, författare och chefredaktör
- Bill Koch (född 1955), amerikansk skidåkare
- Bill Koch (affärsman) (född 1940), amerikansk seglare
- Billy Koch (född 1974), amerikansk basebollspelare
- Birgitte von Halling-Koch (född 1943), dansk skådespelare
- Bodil Koch (1903–1972), dansk politiker och regeringsmedlem, socialdemokrat

### C
- C.J. Kock (1808–1894), svensk affärsman och politiker
- Carin Koch (född 1971), svensk golfspelare
- Carl Koch (1860–1925), dansk präst och teologisk författare
- Carl Koch (1877–1953), svensk filolog, lärare och författare av språkläromedel
- Carl Koch (1892–1963), tysk filmregissör och -fotograf
- Carl Koch  (1904–1970), österrikisk filosof, jurist och entomolog
- Carl Koch (1912–1998), amerikansk arkitekt
- Carl Anton Kock (1788–1843), svensk författare, protokollsekreterare, titulär lagman
- Carl Ludwig Koch (1778–1857), tysk entomolog och araknolog
- Cecilia Kock Danielsson (född 1941), konstnär och silversmed
- Charles Koch, amerikansk nyliberal affärsman
- Christian Friedrich Koch (1798–1872), tysk jurist
- Christiane Henriette Koch (1731–1780), österrikisk skådespelare
- Christina Koch (född 1979), amerikansk astronaut och pilot

### D
- Daniel Kock (1616–1650), svensk myntmästare
- David Koch (1940–2019), amerikansk företagsledare
- David Kock (1675–1744), svensk konstnär
- Des Koch (född 1932), amerikansk friidrottare
- Dorothy Bush Koch (född 1959), amerikansk presidentdotter

### E
- Ebba von Koch (1866–1943), svensk konstnär
- Ed Koch (född 1924), amerikansk demokratisk politiker, i New York
- Ejler Koch (1933–1978), dansk jurist och socialdemokratisk politiker
- Elisabeth Koch (1891–1982), finländsk trädgårdsarkitekt
- Elsebeth Kock-Petersen (född 1949), dansk jurist och politiker
- Enn Kokk (född 1937), svensk socialdemokratisk politiker, journalist och författare
- Erich Koch (1896–1986), tysk SS-officer
- Erich Koch-Weser (1875–1944), tysk politiker
- Erik Koch (född 1988), amerikansk MMA-utövare
- Erland von Koch (1910–2009), svensk tonsättare
- Ernst Kock (1864–1943), svensk språkforskare
- Eugene de Kock (född 1949), sydafrikansk polischef

### F
- Frances von Koch (1915–2007), svensk skådespelare
- Fred Koch (1900–1967), amerikansk företagsledare
- Fredrik Koch (1907–1983), svensk läkare
- Friedrich Koch (1813–1872), tysk språkforskare
- Friedrich Ernst Koch (1862–1927), tysk tonsättare
- Fritz Koch (född 1956), österrikisk backhoppare och tränare

### G
- Gaetano Koch (1849–1910), italiensk arkitekt
- Georg August Koch (1883–1963), tysk skådespelare
- Gerhard Halfred von Koch (1872–1948), svensk socialpolitiker
- Gustav von Koch (1849–1914), tysk zoolog

### H
- Hal Koch (1904–1963), dansk teolog, kyrkohistoriker och författare
- Hans Koch (1912–1955), tysk SS-man
- Hans Christoffer Kock von Crimstein (1623–1690), svensk general
- Heinrich Christoph Koch (1749–1816), tysk violinist och musikskribent
- Helge von Koch (1870–1924), svensk matematiker
- Henri de Kock (1819–1892), fransk författare
- Hjalmar Koch (1910–1981), svensk läkare

### I
- Ilse Koch (1906–1967), tysk koncentrationslägervakt, dömd krigsförbrytare
- Inger Koch (född 1934), svensk moderat politiker
- Irene de Kok (född 1965), nederländsk judoutövare
- Isaac Kock, adlad Cronström (1620–1679), myntmästare, assessor

### J
- Jens Edvard Kock (1866–1955), dansk-svensk biografdirektör och manusförfattare
- Johan Kock (1866–1945), svensk industrialist
- Johan Kock (revolutionär) (1861–1915), finländsk revolutionär, författare och publicist
- Johan Fredrik Kock (1785–1828), svensk konstnär, tecknare och grafiker
- Johan Peter Koch (1870–1928), dansk officer, topograf och grönlandsforskare
- Johannes Kok (1821–1887), dansk präst och språkforskare
- Johannes F. Koch (1921–2006) tysk-svensk katolsk domprost och flygare
- John Koch (1878–1950), svensk fysiker
- Joseph Anton Koch (1768–1839), österrikisk målare
- Julia Koch (född 1962), finansperson och filantrop
- Julian Koch (född 1990), tysk fotbollsspelare
- Jörgen Kock (1487–1556), borgmästare och myntmästare
- Jørgen Hansen Koch (1787–1860), dansk arkitekt

### K
- Kaju von Koch l (1880–1952), svensk möbelarkitekt
- Karin Kock (1891–1976), svensk nationalekonom och politiker, statsråd
- Karl Koch (1897–1945), tysk SS-officer och koncentrationslägerkommendant
- Karl Heinrich Koch (1809–1879), tysk botaniker
- Kenneth Koch (1925–2002), amerikansk poet
- Konstantin von Koch (1890–1978), officer och luthersk präst av ryskt ursprung
- Kurt Koch (född 1950), schweizisk kardinal och ärkebiskop

### L
- Lauge Koch (1892–1964), dansk geolog
- Laurids Kock (1634–1691), dansk diktare och språkman
- Louis Koch (1903–?), schweizisk bobåkare
- Ludvig Koch (1837–1917), dansk präst och kyrkohistorisk författare
- Ludwig Koch (aktiv på 1930-talet), tysk psykolog som studerat morsetelegrafister
- Ludwig Carl Christian Koch (1825–1908), tysk entomolog och araknolog

### M
- Marco Koch (född 1990), tysk simmare
- Marcus Kock (1585–1657), svensk myntmästare
- Marianne Koch (född 1931), tysk skådespelare och läkare
- Marianne Kock (född 1939), svensk schlagersångerska
- Marita Koch (född 1957) tysk friidrottare
- Martin Koch (1882–1940), svensk författare och kompositör
- Martin Koch (backhoppare) (född 1982), österrikisk backhoppare
- Martina Koch (född 1959), västtysk landhockeyspelare
- Max Koch (1855–1931), tysk litteraturhistoriker
- Melanie Kok (född 1983), kanadensisk roddare
- Michael Koch (1715–1789), svensk borgmästare och riksdagsledamot
- Michael Koch (handbollsspelare) (född 1942), svensk handbollsspelare
- Mogens Koch (1898–1992), dansk arkitekt och möbelformgivare

### N
- Nils von Koch (1768–1848), major, den svenska adliga ättens stamfader
- Nils Samuel von Koch (1801–1881), svensk ämbetsman och politiker

### P
- Paul de Kock (1793–1871), fransk författare
- Putte Kock (1901–1979), svensk fotbollsspelare, idrottsledare och TV-journalist

### R
- Reimar Kock (1500–1569), tysk präst och historieskrivare
- Richert Vogt von Koch (1838–1913), svensk överstelöjtnant, författare
- Robert Koch (1843–1910), tysk läkare och bakteriolog, nobelpristagare 1905
- Robin Koch (född 1996), tysk fotbollsspelare
- Roland Koch (född 1958), tysk politiker

### S
- Sebastian Koch (född 1962), tysk skådespelare
- Sigurd von Koch (1879–1919), svensk tonsättare
- Simon Koch (1871–1935), dansk författare
- Simzon Koch (1837–1889), svensk häradshövding
- Sophie Kock (1803–1854), tysk-svensk skolledare

### T
- Theodor Koch, en av grundarna till vapenfirman Heckler & Koch
- Theodor Koch-Grünberg (1872–1924), tysk etnograf och forskningsresande
- Thomas Koch (född 1983), österrikisk ishockeyspelare

### V
- Valdemar Koch (1852–1902), dansk arkitekt
- Viktor Kock (född 1979), finländsk politiker, socialdemokrat

### W
- Walter Koch (1910–1943), tysk militär
- Werner Koch (född 1961), tysk programmerare av fri programvara
- Wilhelm Koch (1877–1950), tysk politiker
- Wilhelm Daniel Joseph Koch (1771–1849) tysk botaniker
- Wim Kok (1938–2018), nederländsk politiker, premiärminister

### Ö
- Ödon Koch (1906–1977), schweizisk skulptör och grafiker

## Personer med efternamnet Koch efter verksamhetsområden

### Kultur
- Georg August Koch (1883–1963) tysk skådespelare
- Joseph Anton Koch (1768–1839) österrikisk målare
- Kenneth Koch (1925–2002), amerikansk poet
- Martin Koch (1882–1940), svensk författare och kompositör
- Sebastian Koch (född 1962), tysk skådespelare
- Birgitte von Halling-Koch (född 1943), dansk skådespelare

### Politik
- Arthur Koch (född 1836), svensk godsägare och riksdagsman
- Ed Koch (född 1924), amerikansk politiker, tidigare borgmästare i New York

### Militärt
- Erich Koch (1896–1986), tysk SS-officer
- Ilse Koch (1906–1967), tysk koncentrationslägervakt, dömd krigsförbrytare
- Johannes F. Koch (1921–2006) svensk-tysk katolsk domprost och flygare
- Karl Koch (1897–1945), tysk SS-officer och koncentrationslägerkommendant
- Nils Koch (1768–1848), svensk major, anfader för adelsätten von Koch

### Sport
- Bill Koch (född 1955), amerikansk skidåkare
- Carin Koch (född 1971), svensk golfspelare
- Marita Koch (född 1957) tysk friidrottare

### Vetenskap
- Karl Heinrich Koch (1809–1879), tysk botaniker
- Lauge Koch (1892–1964), dansk geolog
- Ludwig Koch, tysk psykolog som studerat morsetelegrafister
- Robert Koch (1843–1910), tysk läkare och bakteriolog, nobelpristagare 1905
- Wilhelm Daniel Joseph Koch (1771–1849) tysk botaniker

### Övrigt
- Charles Koch, amerikansk nyliberal affärsman
- Christian Friedrich Koch, tysk jurist
- Johannes F. Koch (1921–2006) tysk-svensk katolsk domprost och flygare
- Roland Koch (född 1958), tysk politiker
- Theodor Koch, en av grundarna till vapenfirman Heckler & Koch
- Werner Koch (född 1961), tysk programmerare av fri programvara
- Dorothy Bush Koch, amerikansk presidentdotter